# کوین الیس (بازیکن فوتبال، زاده۱۹۷۷)
کوین الیس (انگلیسی: Kevin Ellis؛ زادهٔ ۱۱ مهٔ ۱۹۷۷) بازیکن فوتبال اهل بریتانیا است.
از باشگاه‌هایی که در آن بازی کرده‌است می‌توان به باشگاه فوتبال ایپسویچ تاون اشاره کرد.